# Prosimulium ursinum
Prosimulium ursinum är en tvåvingeart som först beskrevs av Edwards 1935.  Prosimulium ursinum ingår i släktet Prosimulium och familjen knott. Arten är reproducerande i Sverige. Inga underarter finns listade i Catalogue of Life.